# 1839年逝世人物列表
下面是1839年逝世的知名人士列表。
1839年逝世人物列表：1月 - 2月 - 3月 - 4月 - 5月 - 6月 - 7月 - 8月 - 9月 - 10月 - 11月 - 12月

## 1月

### 6日
- 瑪麗·德·奧爾良，法國公主、藝術家和公爵夫人

### 7日
- Jacquette Löwenhielm，瑞典貴族、侍女和瑞典奧斯卡一世的情婦

### 12日
- 愛德華·科爾曼（Edward Coleman），黑幫和四十大盜的創始人
- 約瑟夫·安東·科赫，奧地利畫家

### 14日
- 約翰·韋斯利·賈維斯，美國畫家

### 24日
- 蜜雪兒·卡奇亞，馬爾他建築師、軍事工程師

### 28日
- 威廉·比奇，英國肖像畫家

## 2月

### 2月7日
- 卡爾·奧古斯特·尼坎德，瑞典詩人

### 2月8日
- 威廉·威廉姆斯，英國政治家

### 2月10日
- 佩德罗·罗梅罗，西班牙托雷羅

### 2月12日
- 莫爾維·賽義德·庫德拉圖拉，孟加拉法官[1]

### 2月26日
- 西比爾·盧丁頓，據稱是美國獨立戰爭期間的女英雄

## 3月

### 3月2日
- 夏洛特·拿破崙·波拿巴，法國拿破崙一世的侄女

### 3月19日
- 雷切爾·普盧默，美國作家，詹姆斯·派克的女兒，奎納·派克的堂兄

### 3月20日
- 卡斯帕·沃格特，德國商人

## 4月

### 4月1日
- 本傑明·皮爾斯，美國政治家

### 4月2日
- 希西家·奈爾斯，美國編輯、出版商

### 4月4日
- 夏威夷女王卡阿馬努二世

### 4月5日
- 約翰·蒂普頓，美國政治家

### 4月8日
- Du Pré Alexander，愛爾蘭貴族、地主和殖民地行政長官

### 4月11日
- 約翰·高爾特，蘇格蘭小說家

### 4月15日
- 克裡斯托夫·奧古斯特·加布勒，德國古典作曲家

### 4月22日
- 鄧尼斯·達維多夫，俄羅斯將軍，詩人
- 撒母耳·史密斯，美國政治家
- Pär Aron Borg，瑞典教育家，盲聾人教育先驅

## 5月

### 5月3日
- Pehr Henrik Ling，瑞典體育教育的先驅
- 何塞·安東尼奧·墨西哥，19世紀墨西哥將軍和政治家

### 5月6日
- 約翰·蝙蝠俠，澳大利亞牧場主、企業家和探險家

### 5月11日
- 湯瑪斯·庫珀，美國政治哲學家
- 威廉·法誇爾（William Farquhar），第一位英國居民和殖民地新加坡指揮官
- 湯瑪斯·庫珀，英美經濟學家、大學校長和政治哲學家

### 5月16日
- 愛德華·克萊夫，英國政治家，下議院議員

### 5月17日
- 阿奇博爾德·艾莉森，蘇格蘭作家

### 5月24日
- Anna Pak Agi，朝鮮殉道者

### 5月27日
- 芭芭拉·李，朝鮮殉道者

## 6月

### 6月10日
- 雅各·蒙克，挪威軍官和畫家

### 6月19日
- 約瑟夫·佩林克，來自荷蘭南部的畫家

### 6月23日
- 海絲特·斯坦霍普，英國考古學家

### 6月27日
- 兰季德·辛格，旁遮普（錫克教帝國）大君[2]
- 亞倫·根寧咸，英國植物學家和探險家

### 6月30日
- 約翰·奧洛夫·沃林，瑞典牧師、演說家、詩人和後來的大主教

## 7月

### 7月1日
- 馬哈茂德二世，奧斯曼帝國蘇丹

### 7月5日
- 弗洛拉·黑斯廷斯夫人，英國貴族和侍女

### 7月8日
- 費爾南多·索爾，西班牙吉他手、作曲家

### 7月15日
- 溫思羅普·麥克沃思·普拉德，英國政治家、詩人

### 7月16日
- 鮑爾斯酋長，切諾基領袖

### 7月19日
- 莫裡斯·德·蓋蘭，法國詩人

### 7月20日
- 李光禾，朝鮮殉道者

### 7月22日
- 約翰·伯德索爾，美國律師和政治家

- 理查·斯賓塞，皇家海軍上尉

### 7月26日
- 默文·阿奇達爾，英國陸軍愛爾蘭軍官和弗馬納郡議會議員

### 8月3日
- 多蘿西婭·馮·施萊格爾，德國小說家和翻譯家

### 8月7日
- 伊拉斯梅·路易·蘇萊特·德·喬基爾，比利時政治家和第一任攝政王

### 8月10日
- 約翰·聖奧賓，英國化石收藏家

### 8月18日
- 本迪克斯·弗朗茨·路德維希·肖，石勒蘇益格-荷爾斯泰因州貴族成員

### 8月22日
- 本傑明·倫迪，美國廢奴主義者

### 8月28日
- 威廉·史密斯，英國地質學家、製圖師

## 9月

### 9月4日
- 赫爾曼·奧爾斯豪森，德國神學家

### 9月10日
- 詹姆斯·梅特蘭，第八代勞德代爾伯爵，蘇格蘭政治家

### 9月18日
- 珍妮-夏洛特·阿拉曼德，出生於瑞士的加拿大先驅、教育家和藝術家

### 9月21日
- 洛朗·約瑟夫·馬里烏斯·英伯特，法國羅馬天主教聖徒

### 9月22日
- 丁夏祥，韓國羅馬天主教聖徒和殉道者

### 9月28日
- 威廉·鄧拉普，製片人、劇作家、演員和歷史學家

### 9月29日
- 弗里德里希·莫斯，德國地質學家、礦物學家

## 10月

### 10月2日
- 瑪麗·安·倫德爾（Mary Ann Rundall），英國教育作家

### 10月6日
- 威廉·萊特，英國陸軍上校，南澳大利亞第一任測量總長

### 10月8日
- Ee-mat-la，第二次塞米諾爾戰爭期間的塞米諾爾酋長

### 10月9日
- 詹姆斯·奧特利，出生於英國的澳大利亞殖民地鐘錶製造商

### 10月11日
- 阿洛納侯爵夫人萊昂諾爾·德·阿爾梅達，葡萄牙畫家、詩人

### 10月24日
- 威廉·查理斯·埃利斯，治療精神疾病的先驅

### 10月27日
- 弗雷德里克·豪赫，丹麥政府官員

### 10月28日
- 庫克群島君主、湯加三位高級酋長之一的 Makea Pori Ariki

### 10月31日
- 余泰哲，朝鮮殉道者

## 11月

### 11月15日
- 威廉·默多克，蘇格蘭發明家

### 11月18日
- 漢斯·布萊克伍德，愛爾蘭貴族和政治家

## 12月

### 12月2日
- 安德列亞斯·蘭德馬克，挪威政治家和公務員

### 12月3日
- 弗雷德里克六世，丹麥國王，前挪威國王

### 12月4日
- 約翰·利米，愛爾蘭裔美國商人

### 12月15日
- 伊格納茲·奧勒留·費斯勒，匈牙利宮廷議員，亞歷山大一世的大臣

### 12月21日
- 陈安勇乐，越南羅馬天主教神父、聖人和殉道者

### 12月26日
- 洛朗·讓·法蘭索瓦·特魯蓋，法國海軍上將

## 日期不詳
- 湯瑪斯·普倫克特，愛爾蘭士兵
- 沃爾特·瓊斯，愛爾蘭政治家
- 皮埃爾·勒·佩利三世，1820 年至 1839 年擔任薩克領主
- 喬治·斯科利（George Scholey），銀行家，曾擔任倫敦市長
- 奧托·克利斯蒂安·馮·羅爾，拿破侖戰爭期間的普魯士軍官
- 約翰·達西，克利夫登鎮的創始人
- 讓-法蘭索瓦·阿拉德，法國士兵和冒險家
- 埃德蒙·洛奇（Edmund Lodge），英國軍官，紋章主題和簡短傳記作家
- Sankara Varman，天文學家兼數學家
- 威廉·弗蘭克林，英國東方學家和軍官
- 馬修斯·伊格內修斯·范·布里，比利時畫家